# كيت بيشوب (عالم مارفل السينمائي)
كاثرين "كيت" إليزابيث بيشوب هي شخصية خيالية تؤديها هايلي ستاينفيلد في عالم مارفل السينمائي (MCU)، والمستندة إلى شخصية تحمل الاسم نفسه في قصص مارفل المصورة. تُصوَّر بيشوب على أنها بطلة في الرماية نشأت وهي معجبة بعضو المنتقمون كلينت بارتون، بعد أن أنقذ حياتها عن غير قصد خلال معركة نيويورك. بعد سنوات، تلتقي به وتتحالف معه لكشف مؤامرة إجرامية وتصبح تلميذته، ثم تُجنَّد لاحقًا من قبل كمالا خان.
ظهرت ستاينفيلد لأول مرة في دور الشخصية ضمن المسلسل القصير على ديزني+ هوك آي (2021) وأعادت تجسيد الدور في ظهور قصير بفيلم ذا مارفلز (2023)، كما أدّت صوت نسخة بديلة من الشخصية في الموسم الثالث من مسلسل الرسوم المتحركة ماذا لو…؟ (2024). حظي أداء ستاينفيلد بتقدير إيجابي من المعجبين والنقاد.